# مبرهنة روسر
في نظرية الأعداد، مُبَرْهَنَةُ رُوسَرُ أثبتها جون باركلي روسر عام 1938 والتي تنص على التالي:
ليكن pn العدد الأولي رقم n. بالتالي فإنه لكل n ≥ 1
{\displaystyle p_{n}>n\cdot \ln n.}
هذه النتيجة تم تحسينها لتصبح:
{\displaystyle p_{n}>n\cdot (\ln n+\ln(\ln n)-1).} (Havil 2003)

## روابط خارجية
- Rosser's theorem article on Wolfram Mathworld.